# قلعه نواک
قلعه نواک (به لاتین: Qalʽeh-ye Nowak) یک منطقهٔ مسکونی در افغانستان است که در ولایت بادغیس واقع شده‌است.